# Sheikh Mujibur Rahman Centenary Matches 2020
Die Sheikh Mujibur Rahman Centenary Matches 2020 sollten am 21. und 22. März 2020 in Bangladesch stattfinden. Die internationale Cricket-Tour ist Bestandteil der Internationalen Cricket-Saison 2019/20 und umfasst zwei Twenty20-Spiele zwischen einem Auswahl asiatischer Cricketspieler gegen einen Weltauswahl. Am 11. März 2020 wurden die Spiele wegen der COVID-19-Pandemie für einen späteren Termin verschoben.

## Vorgeschichte
Die ICC hat am 24. Juli 2019 entschieden, den Spielen einen vollen internationalen Status zu gewähren.

## Stadien
Das folgende Stadion wurde für das Spiel als Austragungsort vorgesehen.
| Stadion                                | Stadt | Kapazität |
| -------------------------------------- | ----- | --------- |
| Sher-e-Bangla National Cricket Stadium | Dhaka | 26.000    |

## Kaderlisten
| Twenty20 | Twenty20 |
| Asia XI | World XI |
| --- | --- |
| - Liton Das - Shikhar Dhawan - Tamim Iqbal - Rashid Khan - Virat Kohli - Sandeep Lamichhane - Mahmudullah - Lasith Malinga - Rishabh Pant - Thisara Perera - K. L. Rahul - Mushfiqur Rahim - Mustafizur Rahman - Mohammed Shami - Mujeeb Ur Rahman - Kuldeep Yadav | - Jonny Bairstow - Sheldon Cottrell - Chris Gayle - Alex Hales - Mitchell McClenaghan - Lungi Ngidi - Faf du Plessis - Kieron Pollard - Nicholas Pooran - Adil Rashid - Brendan Taylor - Andrew Tye |

## Twenty20 Internationals

### Erstes Twenty20 in Dhaka
| 21. März Scorecard | Dhaka | Asia XI | – | World XI |
|                    |       |         |   |          |

### Zweites Twenty20 in Dhaka
| 22. März Scorecard | Dhaka | Asia XI | – | World XI |
|                    |       |         |   |          |